# Kletterpflanze

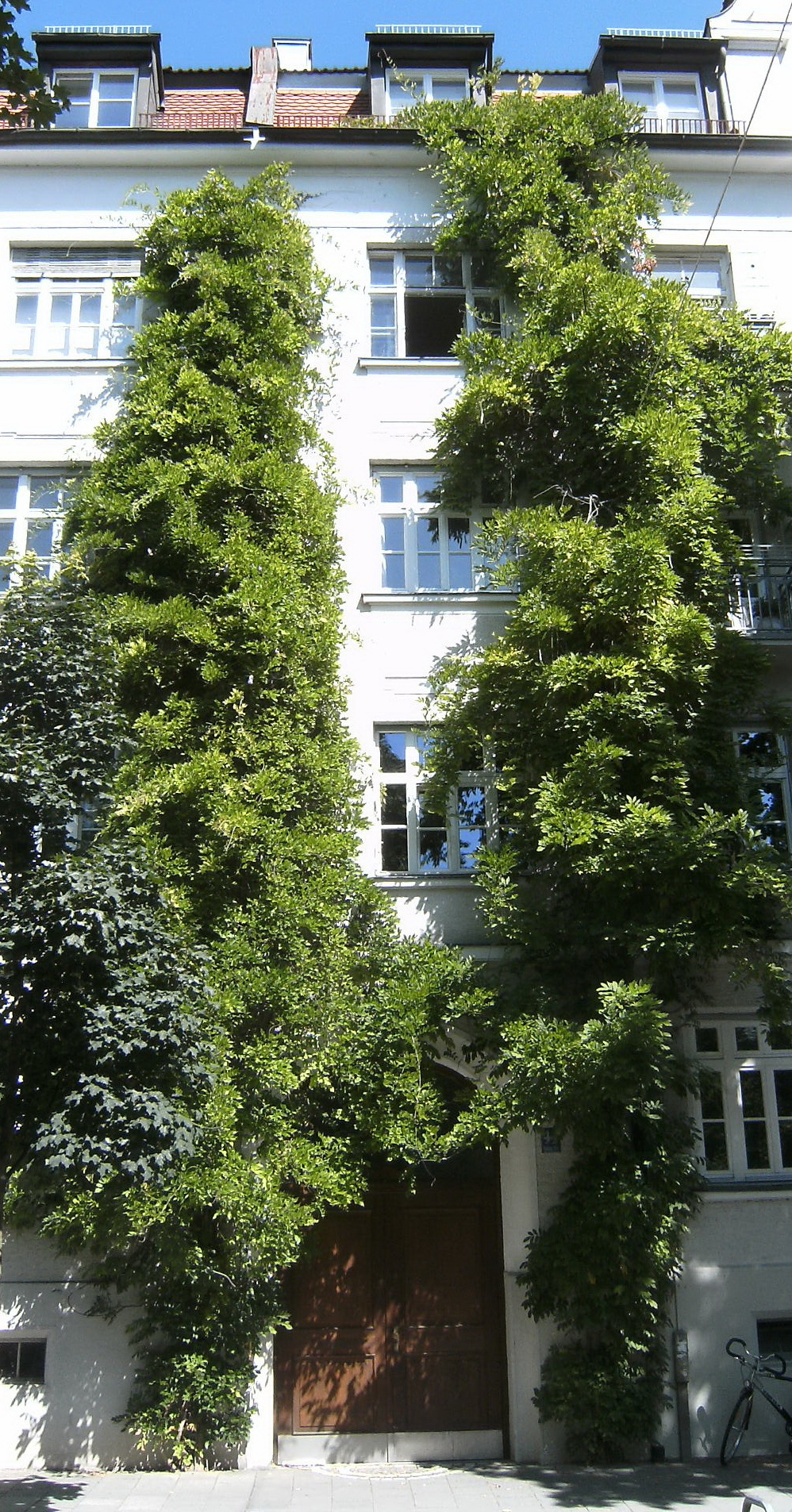
Kletterpflanze an einer Hausfassade

Kletterpflanze (engl. vine) ist die Bezeichnung für eine Pflanze, die einen ausgeprägten Wuchs nach oben hat und eine Klettertechnik (Kletterstrategie) ausbildet, da sie ihr Gewicht nicht selber tragen kann. Kletterpflanzen können ein- bis mehrjährige (ausdauernde), krautige oder verholzende Pflanzen sein. Verholzende Kletterpflanzen heißen auch Klettergehölze oder Lianen. Die meisten Kletterpflanzen können keinen Stamm ausbilden, um sich freistehend selber zu tragen, sondern finden an anderen Pflanzen, Felsen oder Klettergerüsten Halt. Dadurch erreichen sie rasch eine optimale Ausrichtung ihres Blattwerkes zum Sonnenlicht, ohne selbst tragende Stängel zu entwickeln. Aus etwa 90 Pflanzenfamilien gehören über 2500 Arten zur Lebens- und Wuchsform der Kletterpflanzen.

## Einteilung
Kletterpflanzen werden nach ihrer Klettertechnik unterschieden:

### Selbstklimmer
Selbstklimmer können Flächen wie Mauern und Fassaden direkt bewachsen.
Die Mehrheit der Selbstklimmer sind Haftwurzelkletterer (Haftwurzler):
- Efeu
- Trompetenwinden bzw. Trompetenblumen (Campsis, z. B. Campsis radicans und Campsis tagliabuana)
- Kletterhortensie (Hydrangea petiolaris bzw. Hydrangea anomala ssp. petiolaris)
- Kletterspindel bzw. Kletter-Spindelstrauch (Euonymus fortunei)[2]

Auch Rankpflanzen mit spezialisierten Ranken, die Haftscheiben ausbilden und auf Flächen Halt finden, werden als selbstklimmend bezeichnet.
Beispiele dafür sind haftscheibenrankende Arten bzw. Sorten von Wildem Wein wie Parthenocissus oder Cobaea scandens mit zart verästelten Ranken.
Die Jungtriebe einiger Selbstklimmer wachsen lichtfliehend orientiert aufwärts. Haftorgane (Haftwurzeln, Haftscheiben) werden bevorzugt an der lichtabgewandten Seite ausgebildet. Dabei sucht die Sprossspitze einen Weg, während immer mehr Haftscheiben die statische Sicherung übernehmen. Bei einem Berührungsreiz scheiden die Haftscheiben einen Kitt aus, der die Triebe auch an Fensterglas haften lässt. Das Anhaften kann durch hohe Temperaturen der Wandfläche, sandenden Putz und giftige Anstriche behindert werden, bei Schattenpflanzen wie Efeu auch durch sehr hell gefärbte und sonnenbeschienene Wandflächen.

### Gerüstkletterer
Gerüstkletterpflanzen nennt man zusammenfassend Kletterpflanzen, die Hilfseinrichtungen (zum Beispiel Rankgerüste) benötigen.
- Rankpflanzen (werden zusätzlich nach Rankentypen unterschieden):
  - Clematis
  - Weinrebe

- Schlingpflanzen (auch Winder oder Schlinger genannt):
  - Wisterie
  - Geißblatt

- Spreizklimmer:
  - Brombeere
  - Kletterrose

### Schattenverträgliche Kletterpflanzen
Verschiedene Kletterpflanzen wachsen auch in schattiger Lage und an schlecht belichteten Nordfassaden:
- Efeu
- Geißblatt (Lonicera brownii Fuchsoides)
- Kletterhortensie (Hydrangea petiolaris)
- Hopfen (Humulus lupulus)

### Freistehende Wuchsformen
Einige Kletterpflanzen können in begrenztem Umfang auch freistehend wachsen. So ändert der Efeu in höherem Alter seine Wuchsform und ist dann in der Lage, seinen Wirtsbaum zu überwachsen, falls dieser absterben sollte. Auch die Kletter-Hortensie bildet einen bis 2 Meter hohen, halbkugeligen sommergrünen Busch, wenn sie keine Klettermöglichkeit vorfindet.

## Klettergehölze, Lianen und kletternde Sträucher
Klettergehölze (engl. woody climber) sind mehrjährige Kletterpflanzen mit verholzender Sprossachse. Sie bilden allerdings keinen tragenden Stamm aus, so dass sie wie alle Kletterpflanzen eine Stütze oder Kletterhilfe benötigen, um nach oben wachsen zu können.
Hochkletternde Klettergehölze werden häufig als Liane bezeichnet, weniger hoch wachsende als kletternder Strauch.
Zu den Klettergehölzen gehören beispielsweise Efeu, Wilder Wein, Waldgeißblatt, Blauregen, Schlingknöterich sowie einige Hortensiengewächse. Die Kletterrose ist ein kletternder Strauch.

## Nutzung
Kletterpflanzen können durch eine Fassadenbegrünung einen wichtigen Beitrag zu einer Bauwerksbegrünung darstellen. Hierbei schützen sie die Fassade vor mechanischen (Hagel, Regen), optischen (UV-Strahlung) sowie thermischen Witterungseinflüssen, indem sie während der Vegetationsphase dem Wesen nach eine zusätzliche Fassadenschicht bilden. Die Lebensdauer der eigentlichen Fassade kann sich dadurch beträchtlich erhöhen.
Die zusätzliche Luftschicht vor der Fassade sowie die Transpirationsabkühlung und Konvektion durch Verdunstung von den Blattoberflächen leistet einen positiven Beitrag zur Temperaturpufferung zwischen Gebäude und Umgebung sowie zum lokalen Mikroklima.
Darüber hinaus bietet die grüne Fassadenhülle vielen Tierarten (Vögel, Insekten) Schutz und Lebensraum.
Lediglich erneuerungsbedürftige Fassaden mit losem und hohlliegendem Putz sowie Mauerwerk mit absandendem Fugenmörtel können durch Kletterpflanzen zusätzlich geschädigt werden.
An und in Bauwerken, auch auf Balkonen und Dachgärten sowie in Gärten und Parkanlagen werden nicht selbstklimmende Kletterpflanzen an Kletterhilfen oder Rankgerüsten gezogen. Am Übergang vom Garten zu einem Bauwerk stellt eine Pergola eine nützliche Kletterhilfe dar.
Unter den Kletterpflanzen gibt es etliche Nutzpflanzen, darunter die bereits angeführten Weinreben und Brombeeren. Weitere Beispiele sind u. a. Kiwisorten, Bohnen, Erbsen, Kürbisgewächse (darunter u. a. Gurken und Melonen). Zu den kletternden Nutzpflanzen gehören ferner Gewürz- und Heilpflanzen, darunter Pfeffer, Vanille, Schisandra und Arten der Familie Dioscoreaceae.
Winterharte verholzende Kletterpflanzen sind ein wichtiger Bestandteil eines Baumschulsortiments und werden in der Baumschule durch Stecklinge, Wurzelschnittlinge, Steckholz oder Aussaat vermehrt und in einem Container weiterkultiviert.
Beim Einsatz von Kletterpflanzen zur Fassadenbegrünung ist auf Vereinbarkeit von Bewuchs und Bauwerk zu achten. Kletterstrategie, Fassade und eventuell erforderliche Kletterhilfen müssen ebenso aufeinander abgestimmt sein, wie Klima, Licht und Größenverhältnisse berücksichtigt werden müssen. Vor allem unangepasst starkwüchsige Kletterpflanzen verursachen in der Regel hohen Pflegeaufwand und unter Umständen sogar Schäden.
Nicht winterharte, meist krautige Kletterpflanzen werden von Zierpflanzengärtnereien angeboten. Es gibt Sortimente für Wintergärten sowie für Innenräume.

## Bildergalerie

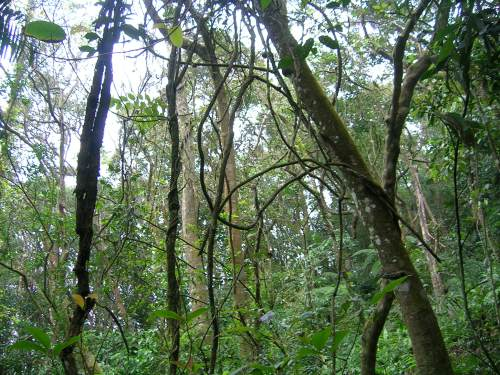
Lianen in Indien
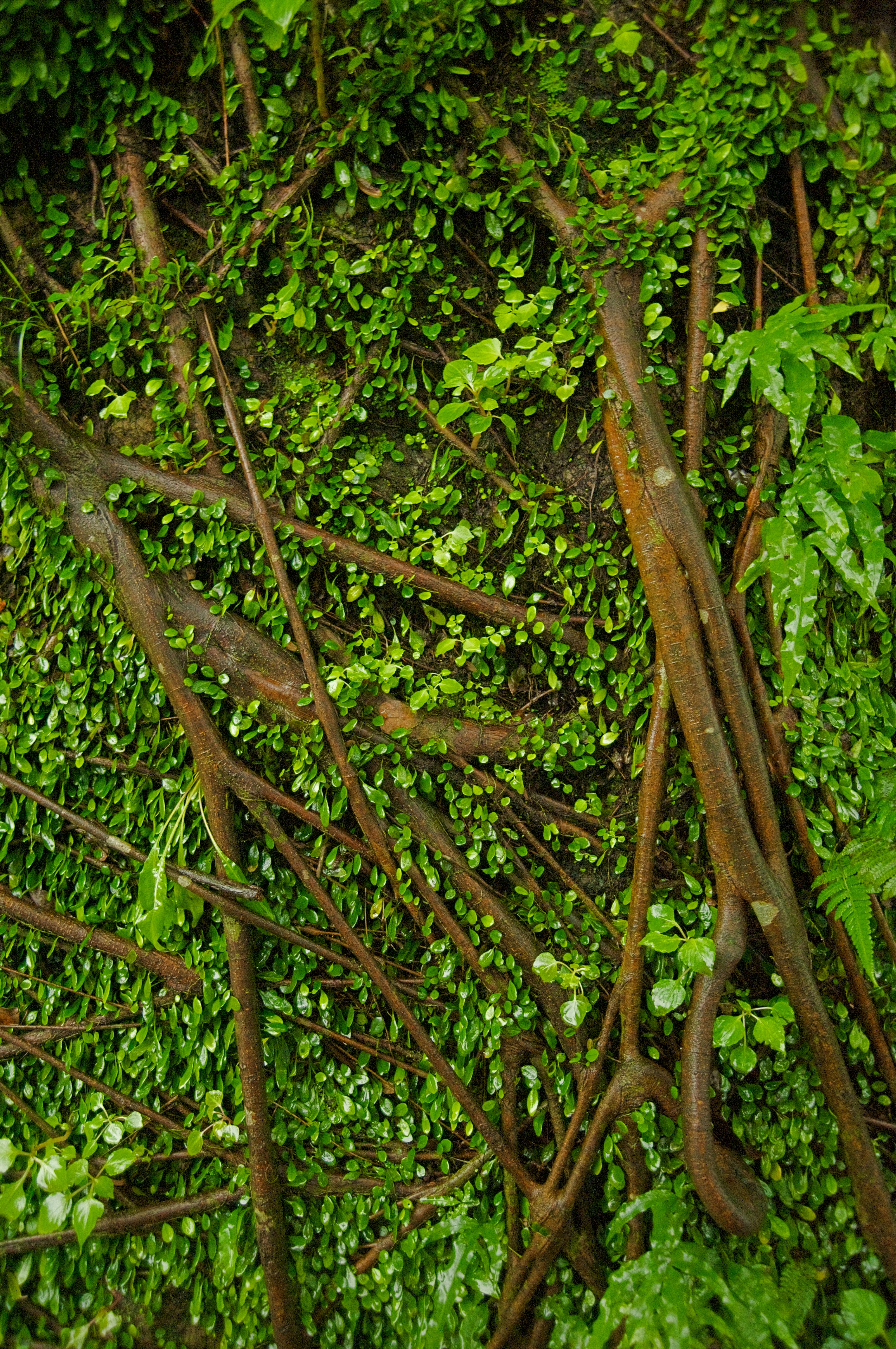
Mit Selbstklimmern bewachsene Wand an einer alten Allee in Taiwan.
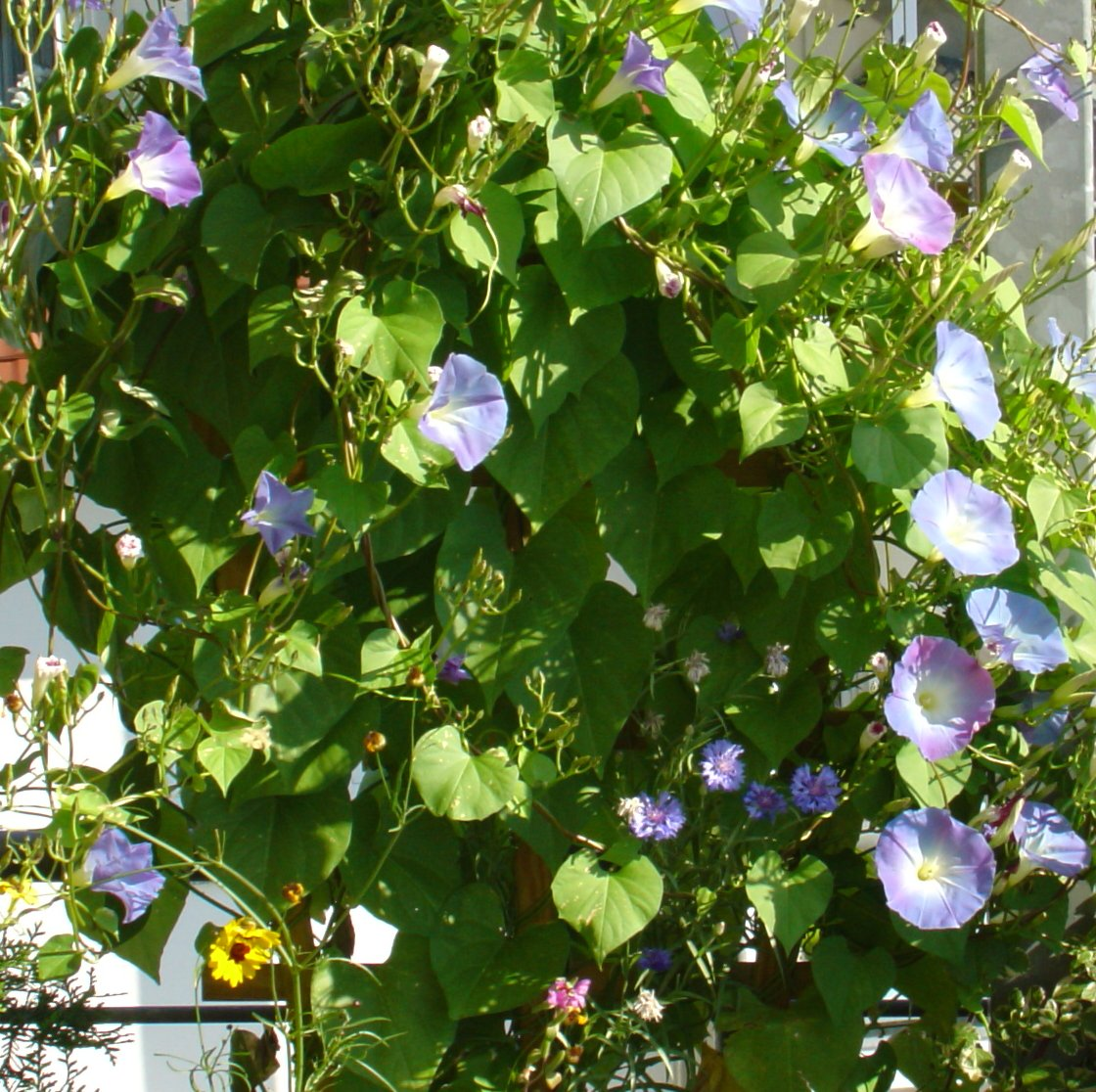
Die Prunkwinde, eine krautige Kletterpflanze, die zu den Schlingpflanzen gehört.

## Weitere Beispiele
Bekannte verholzende Kletterpflanzen sind:
- Baumwürger (Celastrus)
- Blaugurkenwein (Akebia)
- Blauregen (Wisteria sinensis)
- Brombeeren
- Efeu (Hedera helix)
- Geißblatt
- Jungfernreben auch Wilder Wein genannt (Parthenocissus) mehrere Arten und Sorten
- Kiwi (Actinidia chinensis)
- Kletter-Hortensie (Hydrangea petiolaris)
- Kletter- und Ramblerrosen, s. Rosen
- Pfeifenwinde (Aristolochia macrophylla)
- Schlingknöterich (Fallopia baldschuanica)
- Trompetenblumen (Campsis in Sorten)
- Waldreben (Clematis-Hybriden)
- Weinreben (Vitis)

Kletterpflanzen gibt es in vielen Pflanzenfamilien (Auswahl):
- Windengewächse (Convolvulaceae)
- unter den Palmengewächsen (Arecaceae) die Rattanpalmen, etwa Calamus
- Wenige Arten der Zeitlosengewächse (Colchicaceae): Ruhmeskrone (Gloriosa rothschildiana)
- Passionsblumen (Passiflora)

Sogar Kletterfarne gibt es (Auswahl):
- Asplenium dareoides
- Asplenium trilobum